# Почесний знак Австрійського Червоного Хреста
Почесна відзнака «За заслуги перед Червоним Хрестом» (нім. Ehrenzeichen für Verdienste um das Rote Kreuz), також відома як Почесний знак Австрійського Червоного Хреста (нім. Ehrenzeichen vom Österreichisches Roten Kreuz) ― нагорода Австро-Угорщини та Австрії, створена 17 серпня 1914 р. імператором Францом Йосифом І з нагоди 50-ї річниці Женевської конвенції для вшанування осіб, які працювали в добровільних службах Червоного Хреста в мирний час, або на війні. Відзнакою нагороджувалися з 1914 по 1919 роки, потім з 1922 по 1938 рік.

## Історія
Відзнака була створена 17 серпня 1914 року Францом Йосифом І з нагоди 50-ї річниці Женевської конвенції та створення Міжнародного комітету Червоного Хреста, на благо тих, хто добровільно працював на Червоний Хрест, у мирний час або у воєнний. 
Відзнакою нагороджувалися ще рік після закінчення Першої світової війни, до 1919 року, після чого новостворена Перша Австрійська Республіка скасувала всі нагороди та відзнаки колишньої Австро-Угорщини. 
24 січня 1922 р. зусиллями Червоного Хреста було дозволено відновити нагородження аж до 1938 р., до так званого приєднання (аншлюсу) Австрії до Третього рейху. Тоді австрійський Червоний Хрест був розпущений і об’єднаний з німецьким. Лише через п’ять років після створення Другої Австрійської республіки (1954) державні органи отримали дозвіл на відновлення нагородження, відзнака зазнала абсолютно нового вигляду.

## Класи відзнаки
За часів Австро-Угорської імперії та Першої Австрійської Республіки існувало чотири класи хрестів та дві медалі: 
1. Зірка заслуг (нім. Verdienststern);
2. Почесна відзнака 1-го класу (нім. Ehrenzeihen I. Klasse);
3. Почесна відзнака офіцера (нім. Offiziersehrenzeichen);
4. Почесна відзнака 2-го класу (нім. Ehrenzeihen ІІ. Klasse);
5. Срібна почесна медаль (нім. Silberne Ehrenmedaille);
6. Бронзова почесна медаль (нім. Bronzene Ehrenmedaille).

Під час Першої світової війни за заслуги на полі бою відзнаку любого класу прикрашали бойовим оздобленням (вінок з лаврового (ліворуч) та дубового (праворуч) листя поверх хреста).
Якщо хтось отримував відзнаку вищого класу за попередню, то раніше отриману потрібно було повернути.
Жінки носили Почесну відзнаку 1-го або 2-го класу, а також Почесну медаль на стрічковому банті на лівому боці грудей.
| Зображення відзнаки                                                                           | Зображення відзнаки                                                                   | Носіння                                    | Старша нагорода                                            | Молодша нагорода                                                                   |
| --------------------------------------------------------------------------------------------- | ------------------------------------------------------------------------------------- | ------------------------------------------ | ---------------------------------------------------------- | ---------------------------------------------------------------------------------- |
| Зірка заслуг перед Червоним Хрестом (нім. Verdienststern)                                     | Зірка заслуг перед Червоним Хрестом з бойовим оздобленням                             | Лівий бік грудей, без стрічки              | Малий хрест австрійського ордена Леопольда                 | Офіцерський хрест австрійського ордена Франца Йосифа                               |
| Почесна відзнака 1-го класу «За заслуги перед Червоним Хрестом» (нім. Ehrenzeihen I. Klasse)  | Почесна відзнака 1-го класу «За заслуги перед Червоним Хрестом» з бойовим оздобленням | На шийній стрічці                          | Хрест військових заслуг ІІІ ступеня                        | Духовний хрест заслуг І ступеня на біло-червоній стрічці                           |
| Почесна відзнака офіцера «За заслуги перед Червоним Хрестом» (нім. Offiziersehrenzeichen)     | Почесна відзнака офіцера «За заслуги перед Червоним Хрестом» з бойовим оздобленням    | Лівий бік грудей, без стрічки              | Військовий хрест «За цивільну службу» І ступеня            | Золотий хрест заслуг                                                               |
| Почесна відзнака 2-го класу «За заслуги перед Червоним Хрестом» (нім. Ehrenzeihen ІІ. Klasse) | Почесна відзнака 2-го класу «За заслуги перед Червоним Хрестом» з бойовим оздобленням | Лівий бік грудей, на трикутній стрічці     | Офіцерський знак «За службу» ІІІ ступеня (25 років служби) | Знак «За службу» І ступеня для нижчих чинів (24 роки служби)                       |
| Срібна почесна медаль «За заслуги перед Червоним Хрестом» (нім. Silberne Ehrenmedaille)       |                                                                                       | Лівий бік грудей, на трикутній стрічці     | Військовий хрест «За цивільну службу» IV ступеня           | Золота палацова Ювілейна медаль                                                    |
| Бронзова почесна медаль «За заслуги перед Червоним Хрестом» (нім. Bronzene Ehrenmedaille)     | Бронзова почесна медаль «За заслуги перед Червоним Хрестом» з бойовим оздобленням     | На трикутній колодці на лівому боці грудей | Медаль «За поранення» для інвалідів                        | Почесна медаль «За 25 років служби в добровольчій пожарній чи рятувальній команді» |

## Дизайн

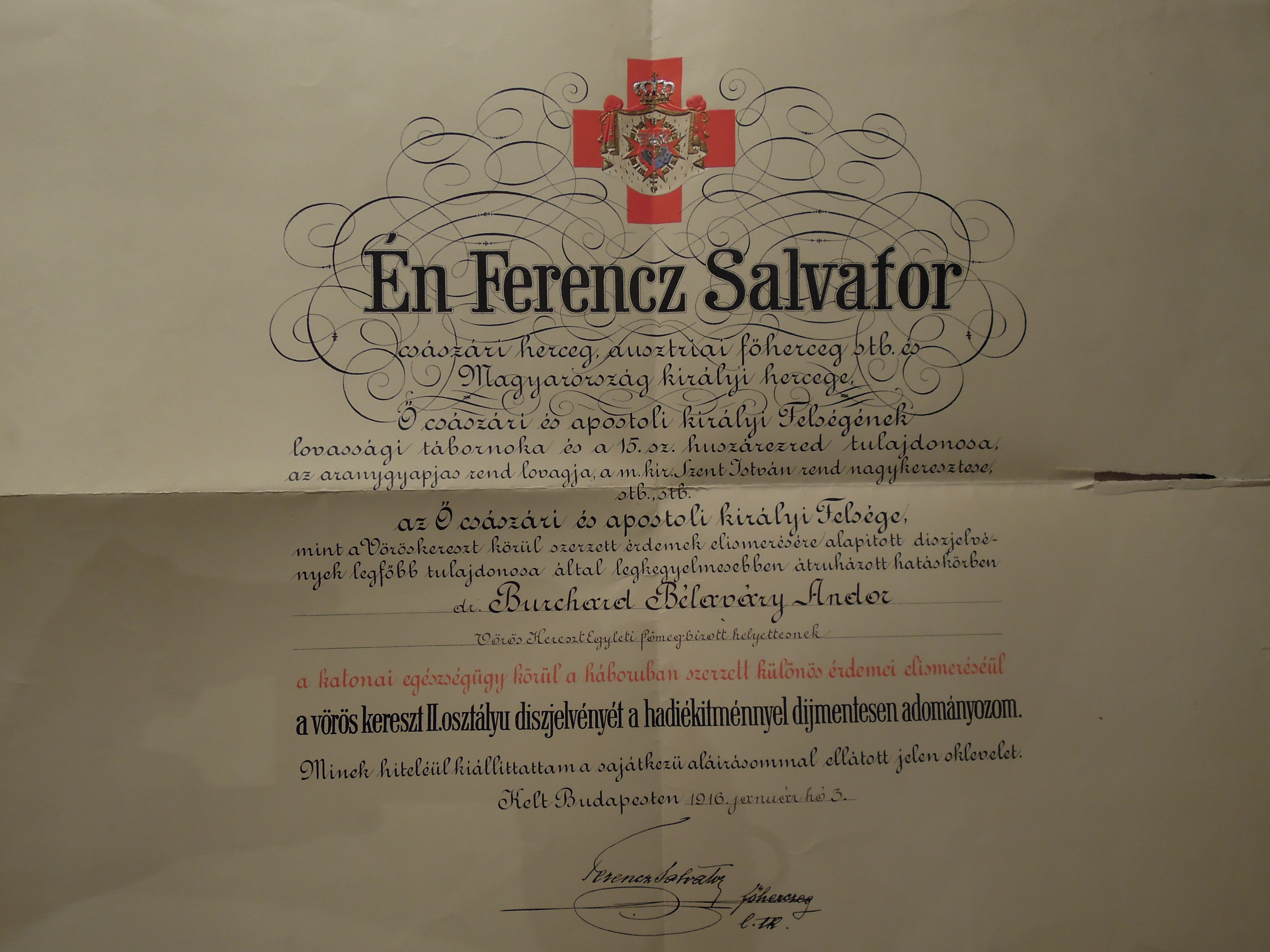
Свідоцтво про нагородження Почесноювідзнакою 2-го класу
з бойовим оздобленням доктору Андору Бурхарду-Белаварі, заступнику Верховного комісара Угорського Червоного Хреста (1916)

Загалом відзнака створювалася за моделлю Маріанського хреста Тевтонського ордену.
Зірка заслуг, відзнаки 1-го та 2-го класу та відзнака офіцера
Червоний емалевий тамплієрський хрест, нижня частина витягнута з білою облямівкою. По середині червоне емальоване кільце з написом «лат. PATRIAE AC HUMANITATI» (Вітчизна і людство), в ньому білий емалевий медальйон, в якому розташований червоний емалевий хрест. У Зірки заслуг по кутах хреста срібні пучки променів. На гладкому звороті один над одним роки «1864» і «1914».
Якщо клас прикрашали бойовим оздобленням, то на раменах хреста лежав густий зелений емальований вінок з лаврового (ліворуч) та дубового (праворуч) листя.
Срібна та бронзова почесна медаль «За заслуги перед Червоним Хрестом»
Виготовлялися із срібла або бронзи. На них зображено двох ангелів на небесах, які розташовані обличчям один до одного та тримають в руках білий емалевий щит з червоним хрестом всередині. Над щитом – сяюча п'ятикутна зірка. Під ангелами напис «лат. PATRIAE AC HUMANITATI» (Вітчизна і людство). На гладкому звороті медалі один над одним вигравірувано роки «1864» і «1914».
Якщо медаль прикрашали бойовим оздобленням, то навколо медалі проходить щільний вінок з лаврового (ліворуч) та дубового (праворуч) листя.

На кришці коробки відзнаки розміщувався девіз «лат. PATRIAE AC HUMANITATI» (Вітчизна і людство), дата заснування імператорсько-королівського Червоного Хреста та абревіатура «К.D.» ― «нім. Kriegs Dekoration», що означає наявність у нагороди лаврового вінка.

## Особливості
Людина, яка пожертвувала Червоному Хресту Австро-Угорщини суму в 1000 крон, мала право на Почесну медаль або Почесну відзнаку 2-го класу «За заслуги перед Червоним Хрестом».  Одноразова пожертва у розмірі 100 крон та обіцянка дарувати 50 крон щороку на все життя також дозволили австрійським або угорськомим працівникам отримати право на дві згадані відзнаки. Подарунок у розмірі 300 крон, витрати на адміністрування 20 крон та обіцянка пожертвувати 10 крон щороку протягом всього життя давали право отримання Срібної почесної медалі «За заслуги перед Червоним Хрестом». Подарунок у 100 крон, адміністративні витрати у 10 крон та обіцянка жертвувати 5 крон протягом життя ― Бронзова почесна медаль «За заслуги перед Червоним Хрестом». 
Доходи з пожертв приносили велику користь Австрійському та Угорському Червоному Хресту. Не можна було просити Зірку заслуг, Почесну відзнаку 1-го класу «За заслуги перед Червоним Хрестом» та Почесну відзнаку офіцера «За заслуги перед Червоним Хрестом».

## Джерело
- Johann Stolzer, Christian Steeb: Österreichs Orden vom Mittelalter bis zur Gegenwart. Akademische Druck- u. Verlagsanstalt Graz 1996, ISBN 3-201-01649-7;